# Volker Beyrich

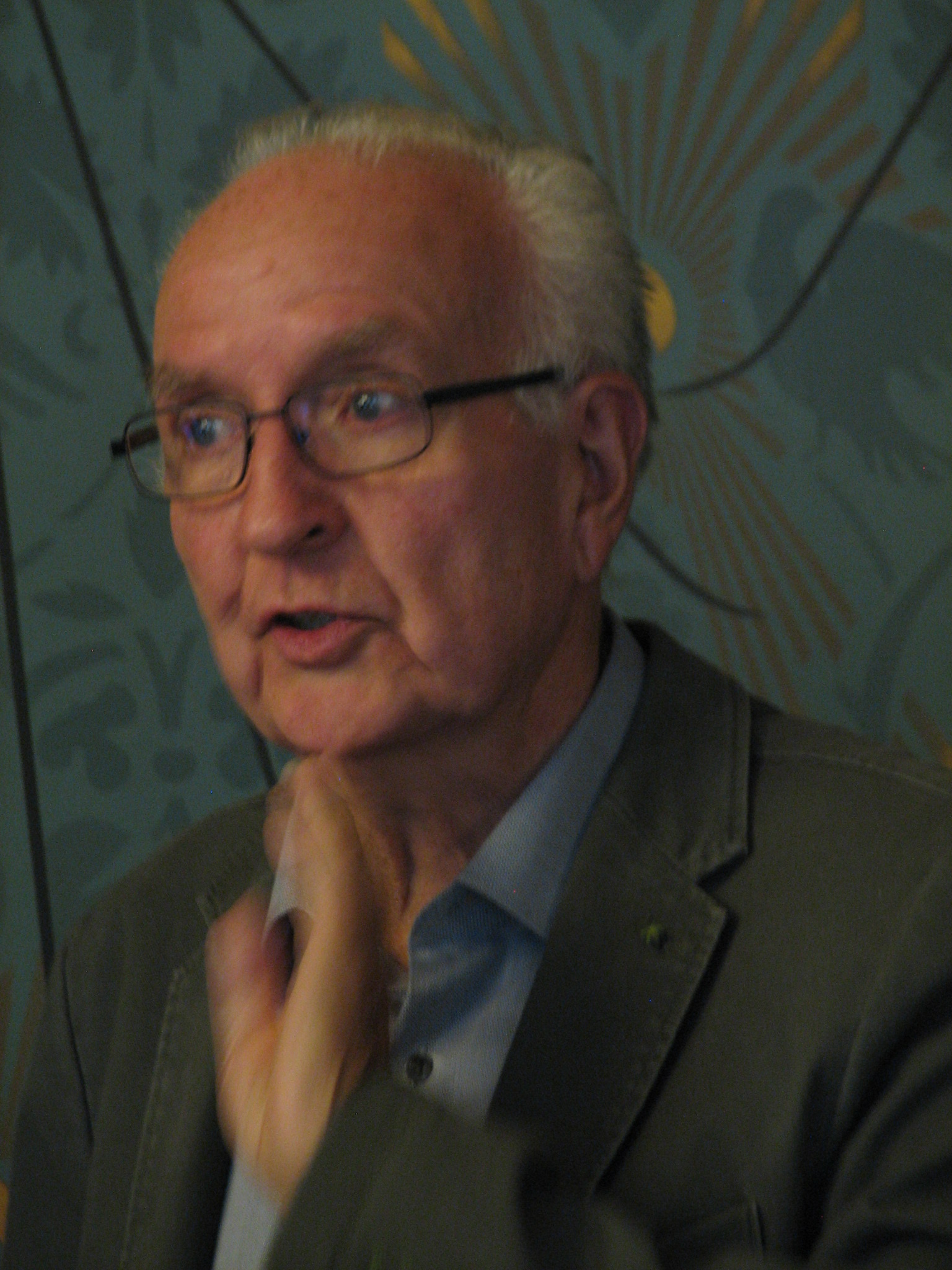
Volker Beyrich (2018)

Volker Beyrich (* 26. April 1940 in Dresden; † 18. März 2023 in Grimma) war ein deutscher Lehrer; ab 2011 leitete er das Archiv der Fürstenschüler-Stiftung in Grimma.

## Werdegang
Volker Beyrich wuchs in einer Lehrerfamilie auf. Nach dem Umzug der Familie nach Nerchau besuchte er dort die Grundschule und wechselte an die Oberschule nach Grimma (EOS „Ernst Schneller“ 1956–1958), wo er das Abitur ablegte. Beyrich studierte nach dem Armeedienst Lehramt für Geschichte und Deutsch in Leipzig. Nach dem Staatsexamen erhielt er an der damaligen Karl-Marx-Universität Leipzig eine Assistenzstelle. 
1968 wurde Grimma Beyrichs Arbeits- und Wohnort. An der dortigen Erweiterten Oberschule „Ernst Schneller“ (ab 1990: Gymnasium St. Augustin zu Grimma) führte er als Klassenlehrer acht Klassen zum Abitur. Zusätzlich engagierte er sich als Fachberater, stellvertretender Schulleiter bzw. Mitglied der Schulleitung für die Belange der Schülerschaft, des Kollegiums und der Schule. 1976 gab es auf Beyrichs Initiative erstmals die Schüler-Fahrradtour von Grimma nach Prag und zurück. Lange gehörte das alljährliche sportlich-touristische Ereignis zu den jüngeren Schul-Traditionen: Jeweils rund 20 Fahrrad-Enthusiasten nahmen an der Tour in die tschechische Hauptstadt teil.
Beyrich befasste sich seit 1990 intensiv mit der Geschichte der traditionsreichen Bildungsstätte (an der einst auch sein Vater Schüler war). Er hielt vor Schülern und Kollegen Vorträge und arbeitete an der Buch-Dokumentation zum 450. Schuljubiläum im Jahr 2000 mit. 
2003 beendete Volker Beyrich nach mehr als 33 Jahren Schuldienst am Gymnasium St. Augustin sowie der Vorgänger-Schule sein Berufsleben als Lehrer. Danach begann er an der Seite von Archivleiter Kurt Schwabe sein ehrenamtliches Engagement im Archiv der Fürstenschüler-Stiftung. Nach Kurt Schwabes Tod wurde 2011 Volker Beyrich die Leitung des Archivs anvertraut, er gehörte dem Beirat der Augustiner-Stiftung zu Grimma an.
Volker Beyrich war seit 2003 ehrenamtlich engagiert im Archiv der Fürstenschüler-Stiftung (vollständiger Name: „Archiv zur Geschichte der sächsischen Fürsten- und Landesschulen St. Afra zu Meißen und St. Augustin zu Grimma“; seit Ende 2010 mit dem Namens-Zusatz „Kurt-Schwabe-Archiv“ zum Andenken an den ersten Archivleiter in Grimma, Kurt Schwabe).
Das Archiv bewahrt Dokumente und Materialien verschiedener Art zur Geschichte der drei einstigen Landes- und Fürstenschulen St. Afra in Meißen, Schulpforta bei Naumburg und St. Augustin in Grimma sowie der Klosterkirche Grimma. Träger ist die Fürstenschüler-Stiftung. Es ist Nachfolger des Archivs des Vereins ehemaliger Fürstenschüler, der bis 2002 bestand. Standort des Archivs war von 1992 bis 2015 die einstige Rektorenwohnung im Gymnasium St. Augustin in Grimma, seit Frühjahr 2016 ist es im Dachgeschoss des benachbarten Gebäudes Altes Seminar (das einstige Döringsche Freihaus) zuhause.

## Veröffentlichungen
- 1549: Herzog Moritz macht Weg frei für Fürstenschule in Grimma – Kurfürst von Sachsen regelt freie Bildung und ermöglicht Söhnen ärmerer Stadtbürger den Zugang. In: Leipziger Volkszeitung, Ausgabe Muldental, 4. Juni 2018, S. 28 ("Thema des Tages")
- Bildung für das ganze Land – Die Landesschule in Grimma und die Reformation. S. 46–49 in Orte der Reformation, Heft 24: Grimma – Stadtführung – Reformation in Grimma. Evangelische Verlagsanstalt, Leipzig 2015, ISBN 978-3-374-04121-3
- Reformation und Landesschulen – „... damit es mit der Zeit an Kirchendienern und anderen gelahrten Leuten nicht Mangel gewinne ...“ In: Leipziger Volkszeitung, Ausgabe Muldental, 6. Oktober 2014, S. 29
- Eine Fundgrube im St. Augustin – Archiv der Grimmaer Fürstenschule beherbergt beachtliche Sammlung zur Regionalgeschichte. In: Leipziger Volkszeitung, Ausgabe Muldental, 1. September 2014, S. 32
- Die Fürstenschule in Grimma. In: Horst Naumann: Mein Grimma lob´ ich mir – von Grimma und dem Muldenland 2. Wurzen 2013, ISBN 978-3-00-045946-7, S. 219–223
- Beiträge für die „Augustiner Blätter“ seit 2003 und für „Das Archivstäubchen“ seit 2011
- Der Dichter Paul Gerhardt und Grimma, seine Schulstadt : „Geh aus, mein Herz, und suche Freud“ (als Ko-Autor), Grimma 2006[5]
- Beitrag „Neuanfang und Ende – Die Landesschule Grimma im Schuljahr 1945/46“ sowie „Chronik von St. Augustin“. In: Gymnasium St. Augustin (Hrsg.): Von der kurfürstlichen Landesschule zum Gymnasium St. Augustin zu Grimma 1550 – 2000. Beucha 2000, 240 Seiten, ISBN 3-930076-99-3, S. 138 ff und 237